# Debeluška
Debeluška je slovenski mladinski socialno-psihološki roman, delo pisateljice Janje Vidmar. Glavni literarni lik romana je mladina. Govori o tabuizirani temi - motnjah prehranjevanja ter o tem, kako se s tem sooča glavna junakinja romana.
Knjiga je prvič izšla leta 1999, nato pa še leta 2002. Izšla je tudi leta 2008 v zbirki Knjiga pred nosom.

## Vsebina
S temo, kakršno obravnava mladinska povest Debeluška, se danes srečujejo številni mladi pa tudi odrasli. Tema o anoreksiji je vedno bolj aktualna,kar s seboj prinaša prednosti in slabosti. V zgodbi vsakega dekleta, ki se ujame v krog anoreksije, se prepleta več različnih razlogov. Ti razlogi so povezani z osebno zgodovino, imajo pa tudi družbeno ozadje. V Uršinem primeru je osrednji razlog mama, hromi pa jo tudi neprepoznaven strah pred odraščanjem v žensko.

### Opis zgodbe
Zgodba govori o petnajstletni osmošolki Urši, ki ima probleme s primerno težo in postavo. To zgodbo piše Urša sama, za Unicefov natečaj Moja družina sem tudi jaz.
Na Uršo vsak dan pritiska njena mama Dunja, ki od nje zahteva, da ima manekensko postavo, saj bo le tako lahko postala vsaj tako uspešna manekenka, kot je bila sama. Urša si pravzaprav sploh ne želi postati manekenka, a se mami ne upira, saj misli, da jo bo Dunja končno vzljubila, če bo izpolnila njena pričakovanja. Mamo hkrati občuduje in odklanja, ob tem pa v sebi išče odgovor, kakšna ženska želi biti sama.
V ugledni družini, kjer imata starša modna poklica, naj bi tudi Urša sledila tej poti. Želi si sicer postati pisateljica, tako kot oče, a Dunja je odločena, da bo prek hčere dosegla tisto, kar si je želela sama. Urši govori, naj ne je toliko, vendar si Urša pod posteljo skriva hrano, ki jo ponoči je. Dunja ji prepove hrano, saj želi, da Urša postane slavna manekenka. Ampak ta mamina želji meji že na obsedenost. Iz te obsedenosti Dunja sili Uršo, da hodi na poseben tečaj, ki ga vodi Dunjina prijateljica Ana. Na tem tečaju Ana uči par potencialnih manekenk, da jih nauči pravilne hoje, ličenja,  Na tem tečaju Urša spozna Žano, ki boleha za bulimijo. Tudi Urši "priporoča" bulimijo, saj je po njenem bruhati bolje kot stradati, ker lahko ješ kar hočeš. Urša sicer poskuša bruhati, a jo preveč izčrpa, zato ostane pri svojem stradanju.
Žana mora kmalu zaradi bulimije v bolnišnico, vendar kljub temu ne namerava nehati s hujšanjem. Postane tako slabotna, da je tudi naprave ne morejo ohraniti pri življenju. Urša je na Žano gledala kot na sestro, saj sta se ukvarjali s podobnimi problemi, bili sta v isti situaciji. Mislim, da Urša ob Žanini smrti ni bila preveč presenečena, saj je vedela, da ji ni več pomoči.
Žana pa je Urši priporočila obisk pri doktorju Ponižu. Urša gre res k njemu in opravi nekaj terapij. Ko pa prosi mamo, naj gre z njo k terapiji, kot ji je predlagal dr. Poniž, ji mama prepove nadaljnje obiske. Dr. Poniž ji je sicer predpisal redilno dieto, a se je Urša ne drži.
Urši skuša vseskozi stati ob strani njena najboljša prijateljica Karin, vendar jo Urša odriva od sebe. Do Karin je nesramna, saj je Karin nekoliko močnejša. Tudi sošolec Mark, ki je zaljubljen vanjo, skuša Urši pomagati, a mu ne zaupa preveč in o svojih čustvih do njega ni prepričana.
Pomembno vlogo v Uršinem življenju igra tudi njena babica. Le ob njej se Urša počuti varno, le njej lahko reče mama. Uršin odnos do očeta pa je bolj zapleten. Oče se z njo sploh ne ukvarja, saj se vedno posveča le pisateljskemu poklicu. Urša ga zato pogreša, želi si njegove pozornosti in pohvale. In ker tega ne dobiva, ima občutek, da mora biti zmagovalka na vseh področjih, da bi se počutila sprejeto.
V knjigi vseskozi spremljamo Uršino prevzetost s hrano ter vitkostjo.
Dunjo ves čas skrbi, kako se bo Urša odrezala na tekmovanju za Miss Bambi v Milanu, a na koncu je Urša preveč slabotna, da bi se tekmovanja sploh udeležila. Namesto v Milanu pristane v bolnišnici, saj se je med poukom onesvestila. V bolnišnico jo spremlja Karin, ki sproti dopolnjuje Uršine zapiske za natečaj. Karin tudi spremeni naslov zapiskov iz BAJSA v DEBELUŠKA, saj ji to predlaga njuna razredničarka. Karin je prebrala Uršine zapiske ter se ob tem zelo užalostila, saj je Urša pisala zelo nesramne pripombe čez Karinin videz. Karin potrpežljivo čaka v Kliničnem centru na novice o Urši, kljub temu, da ji je bila Urša tako slaba prijateljica. Sporočijo ji, da se je Urši ustavilo srce, a se ji je stanje normaliziralo. Ko jo Karin spet obišče, jo Urša obtoži, da ji je uničila življenje. Skoraj je umrla, a je kljub temu ostala nesramna.
Na koncu spet piše Urša. Za svoje ravnanje ne krivi nikogar, a v bistvu vse. Vsak je pripomogel svoj delček. Čisto na koncu pravi: "Lahko me rešujejo pred mojim lastnim življenjem, kolikor hočejo. Vendar nič ne pomaga. En zdrs. In potem bom znova poskusila. Enkrat mi bo že uspelo."
Iz knjige izvemo še, da je Uršina zgodba zmagala na natečaju. Prav tako je njena razredničarka dodala stran, na kateri pove, da se ji je Urša izpovedala.

### Osebe
Urša, Dunja, Žana, Karin, Ana, Uršina babica, Mark, razredničarka 'Hočevarca'

## Zbirka
Originalni roman Debeluška ni izšel v zbirki, ampak stoji kot samostojen roman. Šele po devetih letih(torej leta 2008) so ga zaradi svoje tematike nadgradili z didaktičnim gradivom ter kot takega vključili v zbirko domačega branja Knjiga pred nosom.

## Nagrade
Avtorica, Janja Vidmar, je za roman Debeluška prejela nagrado Moja najljubša knjiga, saj je po izboru bralcev, leta 2000, ta roman zasedel 2. mesto.

## Izdaje in Prevodi
- Prva izdaja iz leta 1999 (COBISS)
- Druga izdaja iz leta 2002 (COBISS)
- Zadnja izdaja iz leta 2008 (COBISS)

Debeluška je bila prevedena tudi v hrvaščino(naslov Bucka) in srbščino. Odlomek tega romana v hrvaščini pa je bil objavljen tudi v antologiji sodobne slovenske mladinske književnosti z naslovom Priče izrasle u tajne.